# Rábapatonai agárpálya
A helyi szabadidőközpontban található a rábapatonai agárpálya. A helyi háziorvos, Dr Mohos Antal és felesége szenvedélye alapján, alapítványi összefogással a Pedigree Pal és a Hofbräu München -Kanizsai Sörgyár szponzorálásával jött létre a nemzetközi agárpálya. A falu lakossága pedig önzetlen társadalmi munkával segítette a szeretett háziorvosát az építkezés során. A pálya 1994-től 2018-ig működött. Kuncze Gábor belügyminiszter és Kovács László külügyminiszter avatta fel. Évente 8-10 verseny került itt megrendezésre, ami több ezer látogatót vonzott a faluba. Jelenleg lakópark áll a helyén.

## A szabadidő központ
Rábapatona község az osztrák határtól a Balatonig terjedő terület egyik természetjáró kerékpáros és a rábai vízi turizmus útvonala mentén fekszik. A szabadidő központ helyén jelenleg egy 60 telkes lakópark, egy napelempark valamint egy futballpálya van.
A szabadidőközpont létesítményei:
- Nemzetközi agárversenypálya

A létesítmény az agárversenyeken túl alkalmas volt szabadtéri kulturális és más sportrendezvények megtartására, kutyakiállítások, kutyás ügyességi versenyek rendezésére. A pályán évente 4-5 nagy nemzetközi versenyt rendeztek meg, de szezonban kisebb versenyek szinte minden hétvégén voltak. Európából több, mint 10 országából érkeztek a versenyzők. 1996-ban sikeresen rendezték meg itt az agarak világbajnokságát, aminek köszönhetően 2010-ben is a rábapatonai agárpálya nyerte el a rendezés jogát. A speciálisan bedöntött kanyarok dőlésszögének köszönhetően a nemzetközi szaksajtó "Európa leggyorsabb és legbiztonságosabb versenypályájának" nevezte a rábapatonai létesítményt. A 2010-es VB még igazi szenzáció volt, de később a sportlelkesedés alábbhagyott, és az az alapító 2016-os halálával megpecsételődött a sorsa. Akkoriban a terület az települési önkormányzat tulajdonában volt, amit hasznosításra átadott a Pro Patria Alapítványnak. A Rába Agár Klub szervezte a versenyeket, és a Nyugat-magyarországi Vendéglátóipari Vállalat üzemeltette melegkonyhás egységet a területen. 2020-ban az Agárpálya végleg bezárt, a települési önkormányzat visszavette a területet, majd értékesítette, és egy 60 telkes lakóparkot alakított ki a helyén.
- Aszfaltozott kézilabdapálya
- Labdarúgópálya

Teniszpályaként is használható.
- Önköltséges kemping]
- Sportöltözők

Tervezett létesítmények:
- Szabadtéri úszómedence,
- Csónakázó és horgásztó,
- új sportöltözők, klubházzal és vendéglátó egységgel.

## Külső hivatkozások
- http://panteista.blogspot.com/2008/06/mnyl.html%5B%5D
- http://www.nol.hu/cikk/399251/%5B%5D